# Chartocerus musciformis
Chartocerus musciformis is een vliesvleugelig insect uit de familie Signiphoridae. De wetenschappelijke naam is voor het eerst geldig gepubliceerd in 1859 door Motschulsky.